# Гавр (футбольний клуб)
Гавр (фр. Le Havre Athletic Club Football Association) — французький футбольний клуб з однойменного міста. Клуб виступає у французькій Лізі 2, домашні матчі проводить на стадіоні Стад Осеан, що здатний вмістити понад 25 тисяч вболівальників.

## Досягнення

### Національні
Ліга 2:
- Чемпіон (6): 1938, 1959, 1985, 1991, 2008, 2023
- Віце-чемпіон (1): 1950

Кубок Франції:
- Володар (1): 1959
- Фіналіст (1): 1920

Суперкубок Франції
- Володар (1): 1959

Чемпіонат Нормандії:
- Чемпіон (4): 1920, 1921, 1923, 1926

### Міжнародні
Кубок Гамбарделла
- Володар (1): 1989